# سن-نیزیه-لو-دزر
سن-نیزیه-لو-دزر (به فرانسوی: Saint-Nizier-le-Désert) یک کمون در فرانسه است که در Canton of Chalamont واقع شده‌است.

## خصوصیات
سن-نیزیه-لو-دزر ۲۴٫۹۶ کیلومترمربع مساحت و ۸۵۸ نفر جمعیت دارد و ۲۸۱ متر بالاتر از سطح دریا واقع شده‌است.